# Timo Heinze
Timo Heinze (* 23. Februar 1986 in Rosenheim) ist ein deutscher Sportpsychologe und ehemaliger Futsal- und Fußballspieler.

## Karriere

### Vereine
In seiner Jugend spielte der Abwehrspieler beim SV Westerndorf und dem TSV 1860 Rosenheim. 1998 wechselte er zum FC Bayern München, durchlief alle Jugendmannschaften und wurde Deutscher A-Juniorenmeister 2004. Für die zweite Mannschaft des FC Bayerns debütierte er in der Regionalliga Süd am 14. September 2004 (6. Spieltag) beim 4:2-Sieg im Heimspiel gegen den TSV 1860 München. Sein Profidebüt gab er am 27. Juli 2008 (1. Spieltag) beim 2:1-Sieg im Heimspiel gegen den 1. FC Union Berlin in der neugeschaffenen 3. Liga. Heinze bestritt 47 Regionalliga- und 32 Drittligaspiele und war zum Ende seiner Zeit bei den Bayern Kapitän der zweiten Mannschaft. Den größten Auftritt seiner Karriere hatte er am 2. September 2008, als er gegen Ende des Abschiedsspiels von Oliver Kahn zwischen dem FC Bayern und der deutschen Nationalmannschaft für ca. sieben Minuten eingewechselt wurde. Nach seinem Wechsel zum Lokalrivalen SpVgg Unterhaching bestritt er noch weitere fünf Partien und beendete daraufhin seine Profikarriere. In der Saison 2011/12 absolvierte Heinze für den SC Fortuna Köln in der Regionalliga West acht Ligaspiele. Gleichzeitig war er als Vollzeitstudent an der Deutschen Sporthochschule Köln eingeschrieben.
Heinze begann seine Futsalkarriere bei den Futsal Panthers Köln. Zur Saison 2012/13 wechselte er zum SC Bayer 05 Uerdingen und wurde eine Spielzeit später Torschützenkönig. Ab der Saison 2015/2016 bis zu seinem Karriereende führte er wieder die Futsal Panthers Köln als Kapitän auf das Feld und konnte mit seinem Team 2018 die Deutsche Vize-Meisterschaft feiern.

### Nationalmannschaften
Heinzes Debüt im Nationaltrikot gab er am 21. August 2001 in Parchim beim 4:1-Sieg der U-16-Nationalmannschaft über die Auswahl Dänemarks. Es folgten noch neun Einsätze in dieser Auswahlmannschaft, bevor er zwischen 2002 und 2003 achtmal für die U-17- und zwischen 2004 und 2005 fünfmal für die U-19-Nationalmannschaft zum Einsatz kam.
Heinze wurde für das erste Länderspiel der deutschen Futsalnationalmannschaft als Kapitän am 30. Oktober 2016 nominiert. Gegen England gelang ihm das erste deutsche Futsal-Länderspiel-Tor. Ende 2019 beendete Heinze als Kapitän und amtierender Rekordtorschütze seine Karriere.

## Sonstiges
Nach Beendigung seiner Zeit als Fußballer zog Heinze 2010 nach Köln und studierte dort bis 2019 Sportwissenschaften an der Deutschen Sporthochschule sowie Psychologie an der Universität zu Köln.
Heinze verarbeitete das Ende seines sportlichen Werdegangs in seinem Buch „Nachspielzeit – Eine unvollendete Fußballkarriere“. Darin reflektiert er, während einer Reise durch Bali, seine wechselhafte Laufbahn. Das Buch gewährt einen Einblick hinter die Kulissen des Fußballgeschäfts aus der Sicht eines Spielers, der den großen Durchbruch letztlich nicht geschafft hat.
„Nachspielzeit“ wurde zu einem großen Erfolg und hielt sich über Wochen in den deutschen Bestsellerlisten.
Heinze tritt als Redner auf und referiert hauptsächlich zum erfolgversprechenden Umgang mit Rückschlägen. Nach seinem Studienabschluss und Futsal-Karriereende begann er, als Sportpsychologe bei Bayer 04 Leverkusen zu arbeiten.